# Henry Purcell
Henry Purcell (Westminster, circa 1659 - Londen, 21 november 1695) was een Engelse componist van barokmuziek, wiens werk ook nu nog dikwijls wordt uitgevoerd en opgenomen. Zijn werk behoort tot het belangrijkste barokrepertoire. Hij was onder andere een leerling van de Engelse componist John Blow. Purcell schreef zowel kerkmuziek, toneelmuziek en instrumentale werken als liederen en (semi-)opera's. Henry was een zoon van hetzij Henry, hetzij Thomas Purcell, twee broers die beiden lid waren van de Chapel Royal, het koninklijk muziekensemble.

## John Blow
Zijn werk vertoont een interessante versmelting van de oude Elizabethaanse koortraditie met 'nieuwe' Franse en Italiaanse invloeden. Purcell werd getraind als koorknaap in de Chapel Royal ten tijde van de Restoration onder koning Charles II, waar hij les kreeg van kapitein Henry Cooke, de jong gestorven Pelham Humfrey en John Blow. Met Blow had hij een levenslange vriendschapsband. Blow stond zijn post als organist van Westminster Abbey rond 1680 af aan Purcell, volgens onbetrouwbare bronnen omdat zijn leerling hem overtroffen had. Na de dood van Purcell nam Blow deze post opnieuw op zich, tot zijn eigen dood in 1708. De twee liggen niet ver van elkaar begraven in Westminster Abbey, nabij het orgel dat ze zelf bespeeld hebben.

## Kerkmuziek en Lofliederen
Het vroegst bekende werk dat mogelijk van Purcell is, is het lied Sweet Tyraness, I now resign dat hij rond zijn achtste gecomponeerd moet hebben, als het tenminste niet van zijn vader of oom is, die ook Henry heette. In zijn vroege periode schrijft Purcell vooral religieuze anthems, waarin hij een verbazingwekkende virtuositeit aan de dag legt en experimenteert met talloze speciale effecten, zoals verschuivingen van sleutels en de "word painting" die zo typerend is voor vocale muziek in de 16e en 17e eeuw. Wanneer in de tekst bijvoorbeeld een woord als 'low' voorkomt, zet Purcell dit ook daadwerkelijk op een extreem lage noot, en vice versa met woorden als 'high'. Hij geldt als de bekwaamste Engelse componist op dit gebied. Belangrijke anthems van de twintiger Purcell zijn My Beloved Spake, waarin hij vogelgezang nabootst, The Bell Anthem, met kerkklokimitaties, Jehova, quam multi sunt hostes mei, waarmee hij bewees de oude contrapuntische technieken van Thomas Tallis onder de knie te hebben, en I was Glad, voor de troonsbestijging van William en Mary na de Glorious Revolution van 1689. Naarmate Purcell meer toneelmuziek begon te componeren, schreef hij minder anthems.

## Odes en opera's
Purcell werd een populair componist van welkomstliederen voor vorstelijke personen en lofzangen (odes), waarvan de eerste, Welcome, Viceregent of the Mighty King, reeds in 1680 geschreven werd. Hij schreef in 1685 een kroningsode voor de kroning van Jacobus II, My Heart is Inditing, en bespeelde het orgel tijdens de kroning van Willem en Mary in 1689. Van Purcell zijn slechts vier korte orgelwerken bekend, de zogenaamde voluntaries. Hij schreef één doorgecomponeerde kameropera, Dido and Aeneas, alsmede vijf semi-opera's, een term die door Roger North werd geïntroduceerd om te verwijzen naar een soort muziektheater waarin een compleet toneelstuk is verwerkt en die ook sterk beïnvloed is door de masque. Deze semi-opera's zijn The Prophetess, or the History of Dioclesian, King Arthur, or the British Worthy, The Fairy-Queen, The Indian Queen en vermoedelijk The Tempest, or the Enchanted Isle.
Dido and Aeneas op tekst van de Ier Nahum Tate, de latere Poet Laureate, wordt het vaakst uitgevoerd, soms in combinatie met een ander kort werk. Purcell schreef honderden liederen, waaronder vele op teksten van Abraham Cowley en een aantal van de jonge William Congreve, vele voor het eerst opgenomen door de countertenor Alfred Deller. Bovendien componeerde hij een groot aantal canons, zogenaamde catches, vaak met obscene inhoud; hiervan is Pox on you het beruchtst, met de beroemde winden- en boerpartijen. Purcells samenwerking met de dichter John Dryden leidde tot buitengewoon indrukwekkende theaterproducties. Zo leverde deze de tekst voor de patriottische semi-opera King Arthur. In 1695, kort voor hij zelf overleed, schreef hij nog aangrijpende muziek voor de rouwdienst van Koningin Mary (Music for the Funeral of Queen Mary).
Zijn verschillende Odes for Saint Cecilia's Day, zoals Welcome to all the pleasures en Hail! Bright Cecilia, genieten veel belangstelling en worden van al zijn odes het vaakst uitgevoerd. Het stralende Hail! Bright Cecilia bezit een voor die tijd uitgebreid aantal koperblazers en slagwerk.

## Kamermuziek
Vermeldenswaard zijn verder Purcells fantasia's, geschreven in een idioom dat mede teruggrijpt op de full consort-stijl van William Lawes en John Coprario, of de vedelfantasia's van Orlando Gibbons. Purcell heeft zelf deze werken niet uitgegeven, mogelijk met het idee dat er geen publiek meer voor bestond. Daarentegen ontbrak het niet aan belangstelling voor zijn Sonnata's of Three Parts en Sonnata's of Four Parts, die sterker in de richting van de Italiaanse muziek gingen, ofschoon met name Arcangelo Corelli de werken bekritiseerde. Hieruit mag blijken dat ze desondanks nog invloeden van de oude Engelse traditie vertoonden. Ook als klavecinist moet Purcell in trek geweest zijn: getuige een in 1993 ontdekt handschrift met klavecimbellessen van de hand van Purcell en Giovanni Battista Draghi. Händel had niets dan lof voor Purcell nadat hij zich in Londen had gevestigd en met Purcells muziek in aanraking was gekomen, en hij heeft dan ook als "Engels" componist stijltechnisch gretig geput uit Purcells nalatenschap.
De werken van Henry Purcell zijn gecatalogiseerd door Franklin Zimmermann. Men verwijst daarom naar Purcells composities met Z en een volgnummer. Na Purcells dood bundelde zijn weduwe, Frances Peters, zijn populairste liederen en instrumentale stukken, die door Henry Playford werden uitgegeven in de twee collecties Orfeus Britannicus van 1698 en 1702. Deze bijnaam genoot Purcell al tijdens zijn leven en ze vormt een bewijs voor zijn status. Zijn Chaconne in g mineur Z.730 werd later door Benjamin Britten gearrangeerd voor uitvoering.

## Voetnoten
1. ↑  Keates, p.36